# Klingande
Cédric Steinmyller, más conocido como Klingande (pronunciación "Kling-an-de"), es un DJ y productor francés de tropical house. Es conocido por el uso de piano y saxofón para acompañar sus canciones. Su estilo lo define como "melodic house".

## Estilo musical
Cuando comenzó a tocar y producir música, Cédric estaba inspirado por el estilo contemporáneo de la música house sueca.
El nombre del grupo, así como algunas de sus canciones están en sueco debido a la admiración de Cédrics por dicho idioma. En sus palabras "suena como si estuvieses cantando cuando solo se está hablando. Con esto en mente, el nombre fue encontrado después de una búsqueda en un diccionario sueco. Klingande es el presente participio del verbo sueco klinga, que significa '(que) replica', '(que) campanea' o '(que) suena'. 